# Eucereon cubensis
Eucereon cubensis là một loài bướm đêm thuộc phân họ Arctiinae, họ Erebidae.